# 渡辺創
渡辺 創（わたなべ そう、1977年10月3日 - ）は、日本の政治家、新聞記者。立憲民主党所属の衆議院議員（2期）。立憲民主党宮崎県連代表。元宮崎県議会議員（3期）。

## 経歴
宮崎県宮崎市出身。宮崎市立東大宮小学校、宮崎市立東大宮中学校卒業。宮崎県立宮崎北高等学校に進学するが腰の手術・入院で通学できなくなり、1年途中で中退。その後、宮崎県立宮崎東高等学校（単位制）卒業。2001年3月、新潟大学法学部卒業。
毎日新聞社に入社し、横浜支局、東京本社政治部に勤務。
2009年末、政治家への転身を決意。毎日新聞社を退社し宮崎県へ帰郷。
2010年7月11日執行の第22回参議院議員通常選挙に宮崎県選挙区から同選挙区初の民主党公認で立候補、自由民主党の松下新平に敗れ次点で落選。
2011年4月10日執行の第17回統一地方選挙・宮崎県議会議員選挙に宮崎市選挙区から民主党公認で立候補し初当選。2015年4月、再選。
2016年結成の民進党に参加。2018年2月3日、民進党を離党。同月5日に立憲民主党宮崎県総支部連合会が設立され初代代表に就任。
2019年4月、3期目の当選。同年12月25日、旧立憲民主党県連が次期衆院選の宮崎1区に代表の渡辺を擁立する方針を固めたことが明らかとなった。
2020年9月13日までに、日本維新の会は次期衆院選の宮崎1区に元参議院議員の外山斎を擁立することを発表した。同年9月15日、旧立憲民主党と旧国民民主党の合流新党である「立憲民主党」が結党。渡辺は同党に入党。
2021年9月6日、宮崎県議会議員を辞職。同年9月27日、自民党県議の脇谷のりこが宮崎1区から無所属で立候補する意向を表明した。脇谷は同日付で県議を辞職。同年10月31日の第49回衆議院議員総選挙に立憲民主党公認で立候補。自民党現職の武井俊輔、無所属の脇谷、日本維新の会の外山を破り、初当選した（武井は比例復活で当選）。枝野幸男代表の辞任に伴う代表選挙（11月30日投開票）では西村智奈美の推薦人に名を連ねた。
2024年9月の代表選挙では、枝野幸男の出馬会見に同席し、進行役を務めた。また、枝野の推薦人に名を連ねた。
同年10月15日、第50回衆議院議員総選挙が公示され、宮崎1区からは渡辺、自民党公認の武井俊輔、日本維新の会公認の外山斎、参政党公認の滋井祐香の計4人が立候補した。自民党は裏金問題や統一教会問題、10月23日に発覚した非公認候補への2000万円支給問題などで逆風が吹き荒れた。10月27日、総選挙執行。投票締め切りの20時直後に宮崎放送は渡辺の当選確実を報じ、渡辺は2期目の当選を果たした。武井は比例復活もかなわず、議席を失った。

## 政策・主張

### 憲法
- 憲法改正について、2021年のアンケートで「どちらかと言えば必要はない」と回答[22]。
- 憲法9条への自衛隊の明記について、2021年のアンケートで「反対」と回答[23]。

### ジェンダー
- 選択的夫婦別姓制度の導入について、2021年のアンケートで「賛成」と回答[22]。
- 同性婚を可能とする法改正について、2021年のアンケートで「賛成」と回答[23]。
- 「LGBTなど性的少数者をめぐる理解増進法案を早期に成立させるべきか」との問題提起に対し、「賛成」と回答[22]。
- クオータ制の導入について、2021年のアンケートで「賛成」と回答[23]。

### その他
- 「原子力発電への依存度について今後どうするべきか」との問題提起に対し、2021年のアンケートで「ゼロにすべき」と回答[23]。
- 新型コロナウイルス対策として、消費税率の一時的な引き下げについて、「必要」と回答[23]。

## 選挙歴
| 当落 | 選挙                     | 執行日         | 年齢 | 選挙区       | 政党         | 得票数     | 得票率 | 定数 | 得票順位 /候補者数 | 政党内比例順位 /政党当選者数 |
| ---- | ------------------------ | -------------- | ---- | ------------ | ------------ | ---------- | ------ | ---- | ------------------ | ---------------------------- |
| 落   | 第22回参議院議員通常選挙 | 2010年07月11日 | 32   | 宮崎県選挙区 | 民主党       | 17万8854票 | 34.51% | 1    | 3/3                | /                            |
| 当   | 2011年宮崎県議会議員選挙 | 2011年4月10日  | 33   | 宮崎市選挙区 | 民主党       | 1万1244票  | ーー   | 12   | 2/19               | /                            |
| 当   | 2015年宮崎県議会議員選挙 | 2015年4月12日  | 37   | 宮崎市選挙区 | 民主党       | 8109票     | ーー   | 12   | 7/17               | /                            |
| 当   | 2019年宮崎県議会議員選挙 | 2019年4月7日   | 41   | 宮崎市選挙区 | 旧立憲民主党 | 9866票     | ーー   | 12   | 4/13               | /                            |
| 当   | 第49回衆議院議員総選挙   | 2021年10月31日 | 44   | 宮崎県第1区  | 立憲民主党   | 6万719票   | 32.60% | 1    | 1/4                | /                            |
| 当   | 第50回衆議院議員総選挙   | 2024年10月27日 | 47   | 宮崎県第1区  | 立憲民主党   | 7万9605票  | 46.59% | 1    | 1/4                | /                            |